# Уход за больными

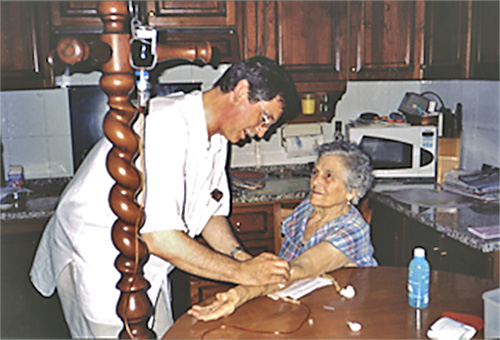

Уход за больными или уход за пациентами — комплекс мероприятий по обслуживанию пациентов (ограниченных в своих действиях из-за болезни), с целью их наиболее возможного комфортного существования и скорейшего выздоровления. В системе здравоохранения уход за больными является частью сестринского дела.

## Описание

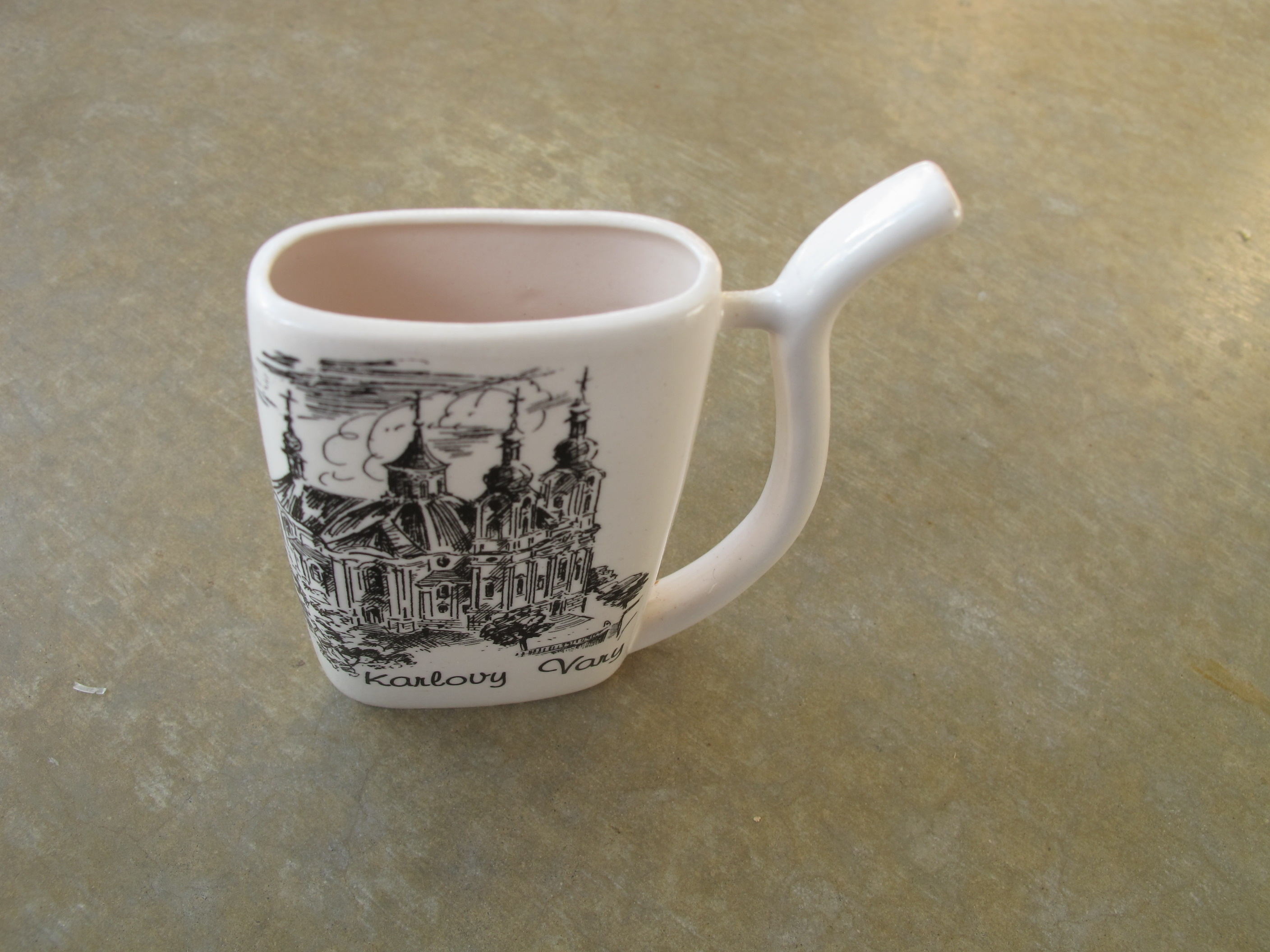
чашка для кормления лежачих больных

Уход включает в себя гигиеническое содержание помещения, в котором находится больной, поддержание надлежащего гигиенического состояния самого больного, оборудование удобной постели, заботу о чистоте постельного белья и одежды, организацию питания больного, оказание ему помощи при приеме пищи, при туалете, при различных болезненных состояниях, расстройствах, возникающих в процессе болезни (рвота, задержка мочи, газов, одышка, эпилептические припадки и др).
Прямое отношение к уходу имеет четкое и своевременное выполнение всех прописанных больному медицинских процедур и лекарственных назначений, а также непрерывное наблюдение за состоянием больного, которое обязаны во время дежурства осуществлять фельдшер и медицинская сестра, особенно при отсутствии врача.
Весь уход за больным строится по принципам режима, оберегает и защищает психику больного. Устранение различного рода раздражителей, отрицательных эмоций, обеспечение тишины, покоя, создание комфорта и чуткого отношения к больному способствуют быстрому выздоровлению.
Врачи и медицинские сестры должны понять и изучить особенности характера каждого больного и помнить, что под влиянием болезни психика часто очень меняется: меняется реакция на окружающих, нередко он становится драчливым, капризным и т.др. Для того чтобы найти путь к установлению контакта с больным, заслужить его доверие, поддержать в нём уверенность в выздоровлении и успешности лечения, нужны терпеливость, такт, собранность, дисциплина и внимательность. Кроме морального состояния нужно следить за своим внешним видом. Одежда должна быть чистой, выглаженной и аккуратной, волосы убраны, руки чистые, ногти подстрижены, а использование косметики, духов и украшений — умеренными. Во многих медицинских учреждениях установлена специальная форма одежды.
Обычно уход за больными разделяют на общий и специальный. Особые сложности возникают при уходе за тяжелобольными.